# Lobatiriccardia coronopus
Lobatiriccardia coronopus là một loài rêu trong họ Aneuraceae. Loài này được De Not. Furuki mô tả khoa học đầu tiên năm 2006.